# Pariška pjesmarica
Pariška pjesmarica najstarija je poznata hrvatska pjesmarica, zapisana u Pariškom kodeksu Nacionalne knjižnice Francuske glagoljičnim pismom i dvama jezicima: crkvenoslavenskim su pisani dijelovi bogoslužja, a »narodnim« pučke popijevke. Pretpostavlja se da potječe iz 1380. godine. Pjesme prema jezičnim obilježjima pripadaju srednjodalmatinskoj ikavskoj čakavici, svojstvenoj za glagoljičke i neglagoljičke spomenike 14. stoljeća. Na sadržaj pjesmarice pozivao se u svojim djelima i Marko Marulić.